# Tiefensee (Bad Düben)
Tiefensee ist ein Ortsteil der Stadt Bad Düben im sächsischen Landkreis Nordsachsen.

## Geschichte
Tiefensee wurde 981 als Gezerisca erstmals erwähnt, 1259 Nennung als Difense. Bereits vor der Mitte des 15. Jahrhunderts erwarb ein Vertreter der Familie v. Rabil das Rittergut, das bis 1652 im Familienbesitz blieb, dann durch Kauf an die Familie Vitzthum von Eckstädt gelangte, die es 1791 an den Kauf- und Handelsherrn Hillig in Leipzig verkaufte. Zu Beginn des 19. Jahrhunderts wechselten mehrfach die Besitzer (u. a. Wilhelm Ludwig Viktor Graf Henckel von Donnersmarck und von Dannenberg).
Tiefensee gehörte bis 1815 als Exklave im Amt Delitzsch zum kursächsischen Amt Bitterfeld. Durch die Beschlüsse des Wiener Kongresses kam der Ort 1815 zu Preußen. Von 1816 bis 1945 unterstand Tiefensee der preußischen Verwaltung des Kreises Delitzsch im Regierungsbezirk Merseburg der Provinz Sachsen.
Bis 1848/49 war der Ort Sitz eines eigenen Patrimonialgerichtes, dem auch das benachbarte Lindenhayn unterstand. Im Jahre 1827 wurde das Patrimonialgericht vom Delitzscher Bürgermeister Schulze verwaltet. Nach der Auflösung des Gerichtes wurde ein Dominium gebildet, dessen Verwaltung im Auftrag des Besitzers, des Freiherrn von Dannenberg, dem Aktuar und späteren Polizeianwalt Haage in Eilenburg oblag. Der letzte Besitzer des Rittergutes Tiefensee, Otto Engel d. J., wurde durch die Verordnung über die Bodenreform 1945 enteignet.
In Tiefensee steht die Kursächsische Postmeilensäule Bad Düben.
1952 wurde Tiefensee dem Kreis Eilenburg im Bezirk Leipzig zugeordnet. Seit 1990 gehörte der Ort zum sächsischen Landkreis Eilenburg, der 1994 im Landkreis Delitzsch aufging. Brösen wurde mit dem Stadtteil Tiefensee zusammengefasst. Am 1. Januar 1999 wurde Tiefensee nach Bad Düben eingemeindet.

## Ortsbild

### Tiefensee

#### Bockwindmühle

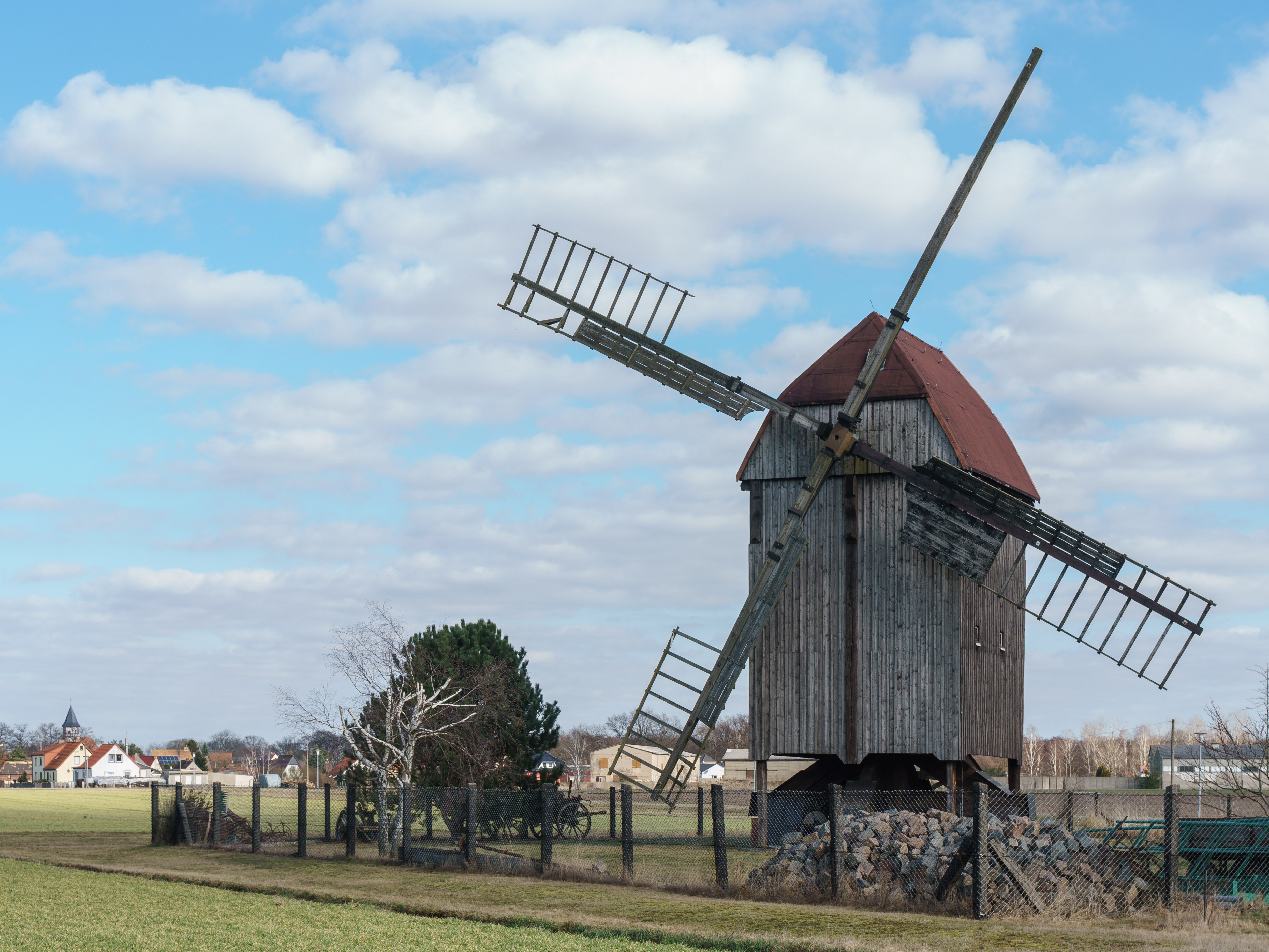
Bockwindmühle Tiefensee

Die Mühle wurde 1847 in Delitzscher Gemarkung errichtet und um 1900 zum jetzigen Standort nach Tiefensee verbracht. Bis zur Stilllegung im Jahr 1953 wurde Getreide gemahlen und geschrotet. Die Mühle ist in 4. Generation in Familienbesitz des Bäckers Sommerfeld aus Tiefensee und wird heute als Schaumühle betrieben.
→ siehe auch: Bockwindmühle Tiefensee

#### Kirche

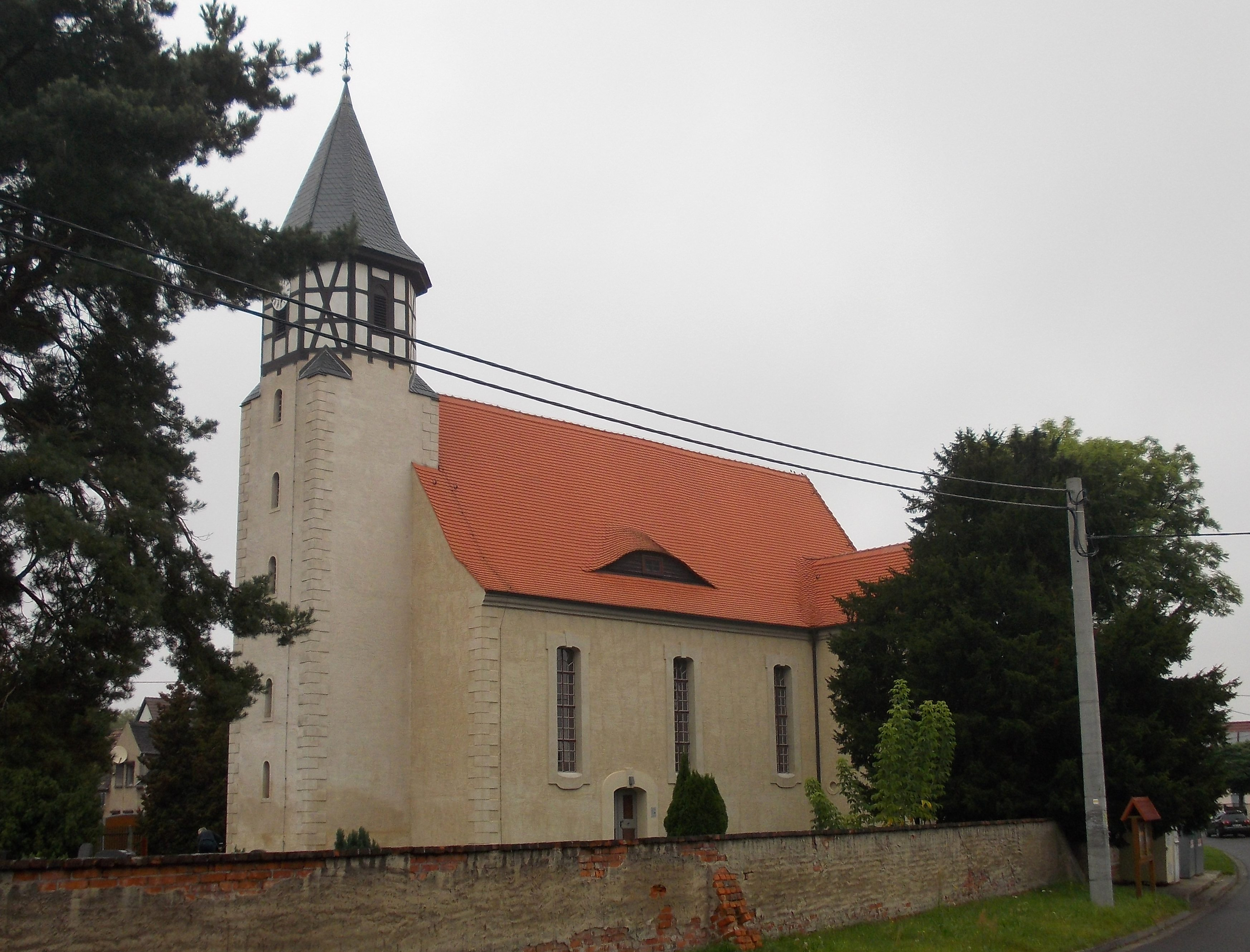
Kirche Tiefensee

Die evangelische Kirche Tiefensee wurde von 1811 bis 1812 im Baustil des Klassizismus erbaut. Es handelt sich um eine Saalkirche. Der Baukörper besteht aus einem verputzten Backsteinbau mit schlankem Westturm, oktonalem Glockengeschoss mit Sichtfachwerk, Zeltdach, zweigeschossige querhausartige Anbauten, eine Patronatsloge und Sakristei. Der Innenraum ist flachgedeckt, besitzt eine dreiseitige Empore, einen Taufstein und ist klassizistisch ausgestattet. An der Kirche ist ein Friedhof angelegt. Es gibt ein Grabdenkmal aus der Mitte des 18. Jahrhunderts von Christian Heyne und ein Epitaph aus dem Jahr 1899 von Graf Viktor Henckel von Donnersmarck, einem preußischen Generalleutnant, welcher von 1821 bis 1842 auf dem Rittergut in Tiefensee lebte.

#### Rittergut
In den Jahren 1445 bis 1447 wurde Tiefensee als Rittersitz und ab 1529 als Rittergut erwähnt und wurde von der Familie von Rabil erworben und befand sich bis 1652 in deren Besitz. Die nächsten Besitzer, Familie Vitzthum von Eckstädt, verkaufte das Rittergut im Jahr 1792 an Frau von Einsiedel. Graf Viktor Henckel von Donnersmarck, ein preußischer Generalleutnant, soll von 1821 bis 1842 auf dem Rittergut gelebt haben. Als weitere Besitzer ist die Familie von Dannenberg bekannt. Der letzte Besitzer war Otto Engel und wurde 1945 enteignet.

### Brösen
Die Ortschaft Brösen besteht aus drei Höfen und zwei Restaurants mit Hotelbetrieb, darunter das bekannte Rote Haus an der B2, zwischen den Orten Wellaune und Lindenhayn und wurde mit dem Stadtteil Tiefensee zusammengefasst.

#### Rotes Haus

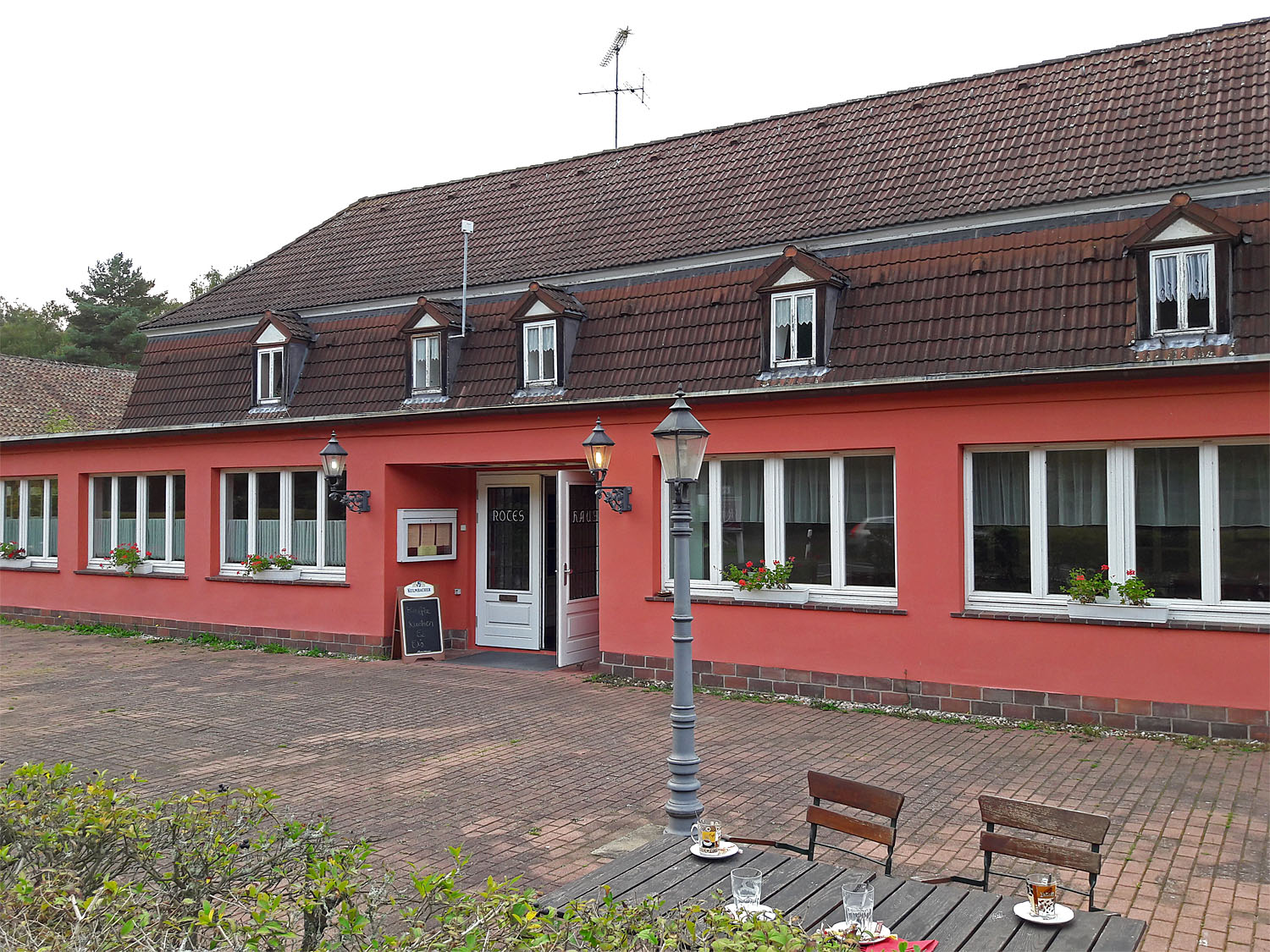
Rotes Haus Brösen

Das Rote Haus ist seit langem eine beliebte Gastwirtschaft für Ausflügler aus Leipzig und der Umgebung.

## Einwohnerentwicklung

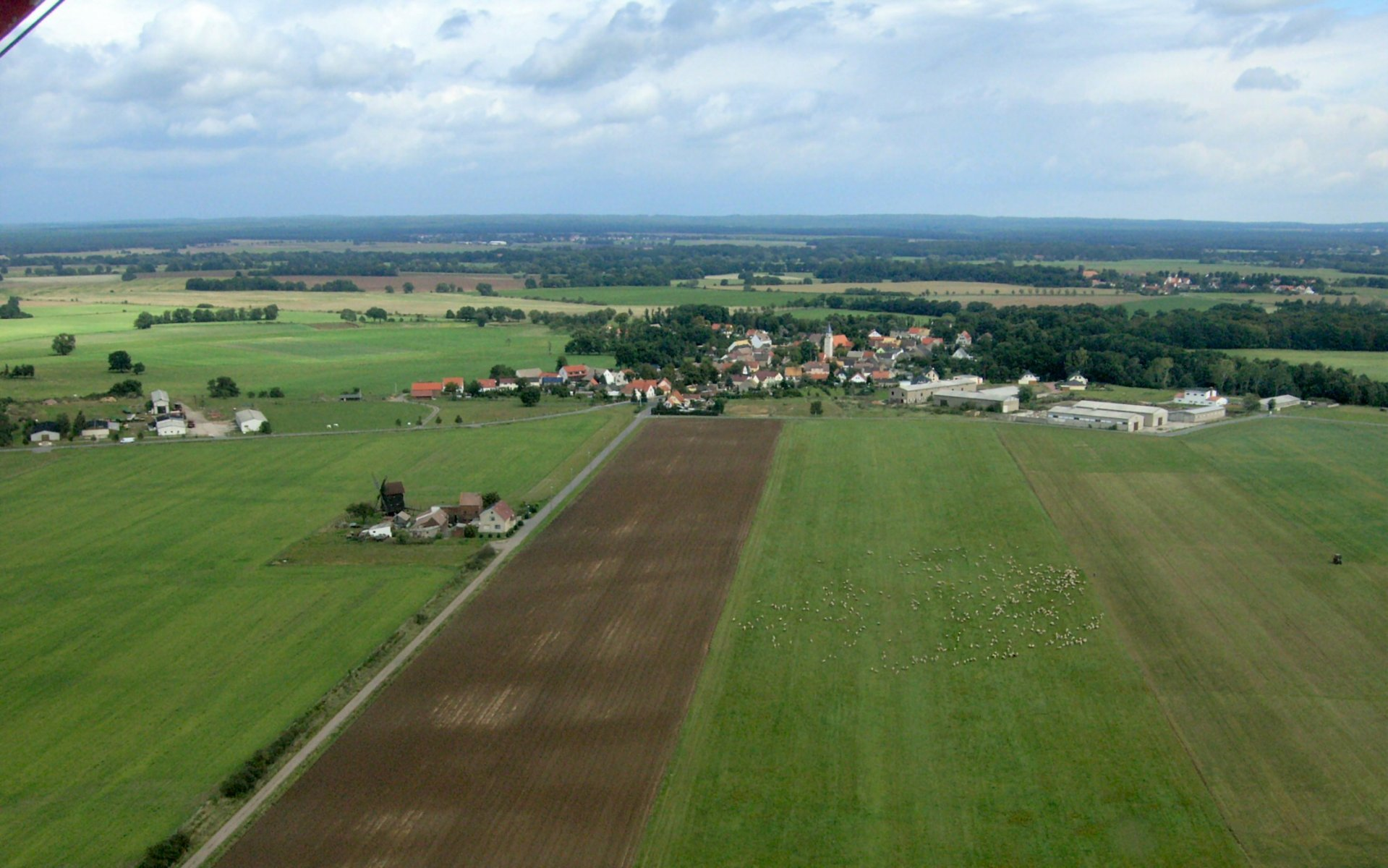
Tiefensee aus der Luft

| Stichtag | Einwohnerzahl |
| -------- | ------------- |
| 1529     | 15            |
| 1551     | 20            |
| 1748     | 48            |
| 1818     | 314           |
| 1880     | 292           |
| 1895     | 315           |
| 1910     | 338           |
| 1925     | 364           |
| 1939     | 280           |
| 1946     | 424           |
| 1950     | 427           |
| 1964     | 337           |
| 1990     | 294           |
| 2011     | 289           |